# Ивица Марушић Ратко
Ивица Марушић Ратко (Граб, код Сиња, 6. март 1912 — Дринић, код Босанског Петровца, септембар 1942) био је учесник Народноослободилачке борбе и народни херој Југославије.

## Биографија
Рођен је 6. марта 1912. у селу Грабу, код Сиња. Ивица је са родитељима боравио у више места. Најпре је живео у Омишу, код Сплита. Ту је рано дошао у додир са комунистима, почео да се дружи са њима и да учествује у њиховим акцијама. Због тога је протеран из гимназије. Године 1932. дошао је у мало рударско место Угљевик, у североисточној Босни, где му је радио брат инжењер Драго Марушић, да би, приватно, наставио школовање у Бијељини, где се одмах укључио у организацију бијељинских комуниста. У чланство Комунистичке партије Југославије (КПЈ) примљен је 1932. године.
У априлу 1933. године, када је у Бијељини формиран Месни комитет КПЈ, изабран је за првог секретара. Половином исте године, ухапшен је и осуђен на две и по године затвора и три године губитка грађанских права због „комунистичке пропаганде“. После издржане казне у Сремској Митровици настанио се у Загребу, где је наставио још интензивније да делује. Крајем децембра 1937. године поново је ухапшен и дуго је малтретиран, а јуна 1939. је протеран је у село Бусовачу, али се одатле убрзо враћа у Загреб.
После још једног хапшења у току 1939. отишао је на одслужење војног рока у Сарајево. Учествовао је у Априлском рату и након капитулације Југословенске војске успео да избегне заробљавање и оде у окупирани Загреб, где једно време живео илегално.
Јуна 1941. Ивица долази на Козару, која је тада представљала центар партизанских јединица тог дела Босне. Био је један од руководилаца устанка на Козари. Када су се устаничке групе, прерасле у партизанске одреде на Козари, септембра 1941. године, Ивица Марушић је постављен за командира Треће чете Другог крајишког партизанског одреда. Био је вешт диверзант. Ноћу, између 5. и 6. јануара 1942. године, организовао је напад на немачки оклопни воз на прузи Приједор—Босански Нови. Преобучен у домобранску униформу на станици Доња Драготиња зауставља воз и улази у њега. Са својим борцима успева да разоружа усташку посаду и већим делом побије, а потом да искочи из воза. Партизани су искочили из воза и притом носили једног погинулог друга. Крајем 1941. године Ратко је као командант батаљона паралисао пругу Приједор—Босански Нови, која је тада представљала важну комуникациону жилу за Независну Државу Хрватску.
Јануара 1942. године заробио је око 100 непријатељских војника. Минирао је вијадукт Костајница—Волиња. Учествовао је и у борбама за ослобођење Приједора, маја 1942. године. Када је 21. маја 1942. формирана Прва крајишка ударна бригада постављен је за њеног команданта.
Рањен је 2. септембра 1942. у селу Дујаковцима на Мањачи, када су непријатељски авиони бомбама погодили Штаб бригаде. Од последица рањавања умро је након неколико дана у партизанској болници у Дринићу, код Босанског Петровца.
Указом Председништва Антифашистичког већа народног ослобођења Југославије (АВНОЈ) 26. јула 1945. постхумно је одликован Орденом заслуга за народ првог реда. Указом Президијума Народне скупштине ФНР Југославије 20. децембра 1951. проглашен је за народног хероја.